# Гаврилюк, Владимир Петрович
Владимир Петрович Гаврилюк (07.04.1941-03.09.2014) — советский и украинский учёный в области металлургии, член-корреспондент НАНУ.
Родился 07.04.1941 в с. Грушка Ульяновского района Кировоградской области.
Окончил Киевский политехнический институт (1965).
С 1965 г. в Физико-технологическом институте металлов и сплавов (ФТИМС) АН УССР: инженер, младший научный сотрудник, руководитель группы, старший научный сотрудник, в 1983—1994 гг. зав. лабораторией литых высокохромистых сплавов, с 1994 г. зав. отделом новых литых материалов и зам. директора по научной работе.
Доктор технических наук (1993, тема диссертации «Структура и свойства литых высокохромистых
сплавов, работающих в высокотемпературных агрессивных средах»), профессор (1998), член-корреспондент НАНУ.
Основал новое научное направление: создание литых материалов на базе изучения высокотемпературной стабильной структуры сплавов, комплекса контактных процессов, протекающих на границе «металл-среда», и влияния адгезии и диффузионных процессов на образование вторичных структур на поверхности сплавов со свойствами барьерного эффекта.
Лауреат Государственной премии Украины в области науки и техники (1999) и премии НАНУ им. Г.Карпенко (1992). Заслуженный деятель науки и техники Украины (2008).
Умер 03.09.2014 после тяжёлой болезни.
Сочинения:
- Литые железохромистые сплавы / В. П. Гаврилюк, Б. А, Марковский. – Киев : Информлитье, 2001. – 260 с. : ил.